# Miss Grand Tailandia 2023
Miss Grand Tailandia 2023 (en tailandés: มิสแกรนด์ไทยแลนด์ 2023) fue la 10.ª edición de Miss Grand Tailandia. Se llevó a cabo en el Show DC Hall en Bangkok el 29 de abril de 2023, mientras que las actividades iniciales del concurso se decidieron realizar en la provincia de Chiang Mai. Engfa Waraha de Bangkok coronó a Thaweeporn Phingchamrat de Chumphon al final del evento. Ella representó a Tailandia en Miss Grand Internacional 2023 en Vietnam, quedándose como 5ta Finalista.

## Antecedentes

### Fecha y locación
Durante una transmisión en vivo en la página personal de Facebook el 6 de mayo de 2022, Nawat Itsaragrisil, presidente de Miss Grand Internacional, declaró que la gran final de Miss Grand Tailandia 2023 estaba programada para el 29 de abril de 2023 en Show DC Hall, las candidatas para dicha edición también serán seleccionadas a través de los concursos provinciales como se ha hecho en ediciones anteriores. Además de una empresa distribuidora de lotería del gobierno tailandés en línea, VR Online Innovation, que se ha desempeñado como el principal patrocinio del título desde 2022, la marca cosmecéutica «Devonte» también fue certificada como el principal órgano de patrocinio para esta edición.
| Fecha       | Evento                                                            | Sede                                                                  | Ref.  |
| ----------- | ----------------------------------------------------------------- | --------------------------------------------------------------------- | ----- |
| 17 de marzo | Foro especial: Miss Grand y el futuro de la política de Tailandia | MGI Hall, Huai Khwang, Bangkok                                        | [ 3 ] |
| 6 de abril  | Rueda de prensa y ceremonia de bienvenida                         | MGI Hall, Huai Khwang, Bangkok                                        | [ 4 ] |
| 14 de abril | Competencia de trajes Lanna                                       | Chiang Mai International Exhibition and Convention Centre, Chiang Mai | [ 5 ] |
| 16 de abril | Competencia en trajes de baño                                     | Chiang Mai International Exhibition and Convention Centre, Chiang Mai | [ 6 ] |
| 18 de abril | Concurso Miss Darling of Chiang Mai                               | Chiang Mai International Exhibition and Convention Centre, Chiang Mai | [ 7 ] |
| 23 de abril | Desfile en trajes nacionales                                      | MGI Hall, Huai Khwang, Bangkok                                        |       |
| 25 de abril | Ronda final de Miss Grand Morlam                                  | MGI Hall, Huai Khwang, Bangkok                                        |       |
| 26 de abril | Competencia preliminar                                            | MGI Hall, Huai Khwang, Bangkok                                        |       |
| 29 de abril | Noche de coronación                                               | MGI Hall, Huai Khwang, Bangkok                                        |       |

## Resultados
Colores clave
     : Declarada como ganadora
     : Terminó como finalista
     : Terminó como una de las semifinalistas o cuartofinalistas
     : Terminó como ganadora de premios especiales

### Resultados principales
| Posiciones | Candidatas | Concurso internacional                        |
| --- | --- | --------------------------------------------- |
| Miss Grand Tailandia 2023 | - Chumphon - Thaweeporn Phingchamrat £ | 5.ª finalista - Miss Grand Internacional 2023 |
| Primera finalista | - Phuket - Tia Li Taveepanichpan | Ganadora - Miss Turismo Internacional 2023    |
| Segunda finalista | - Bangkok - Pimjira Charoenluk | Top 15 - The Miss Globe 2023                  |
| Tercera finalista | - Loei - Ajcharee Srisuk § |                                               |
| Cuarta finalista | - Phrae - Ketwalee Phobdee | Ganadora - Miss Aura Internacional 2023       |
| Quintas finalistas (Top 11) | - Chiang Rai - Pattaravadee Boonmesup - Lopburi - Tantawan Jitteelak Ω - Nakhon Phanom - Kamonwarai Prajakrattanakul - Nakhon Ratchasima - Rina Chatamanchai μ |                                               |
| Quintas finalistas (Top 11) | - Nongbua Lamphu - Kodchakorn Kontrakoon | Por competir - Miss Eco Internacional 2024    |
| Quintas finalistas (Top 11) | - Saraburi - Vanessa Natcha Wenk |                                               |
| Top 20 | |                                               |
| - Kalasin - Praifah Tongrae | |                                               |
| - Krabi - Pacharada Fusuamakawa | No clasificó - Miss Grand Internacional 2023 (representando a Ghana)                                                                                           |                                               |
| - Lampang - Manika Thippanet - Mae Hong Son - Chonticha Kaewbutdee - Nakhon Pathom - Wichayanard Narad - Nakhon Si Thammarat - Supaporn Naksuwan - Pathum Thani - Sophie Siriyakorn Trau - Phetchabun - Worawalun Putklang - Songkhla - Karnruethai Tassabut | |                                               |

- Ω Avanzó al Top 11 por ganar el premio Best Seller.
- § Avanzó al Top 11 por ganar el premio Miss Voto Popular.
- £ Avanzó al Top 11/5 por ganar el premio Boss Choice.

### Títulos especiales
| Título                     | Título                     | Candidata | Premios            | Premios                                             |
| Título                     | Título                     | Candidata | Premio en efectivo | Otros                                               |
| -------------------------- | -------------------------- | --- | ------------------ | --------------------------------------------------- |
| Miss Darling of Chiang Mai | Miss Darling of Chiang Mai | - Lamphun - Chayathanus Saradatta | ≈ $1 500           |                                                     |
| Miss Grand Rising Star     | Miss Grand Rising Star     | - Loei - Ajcharee Srisuk - Lopburi - Tantawan Jitteelak - Sisaket - Koollanat Hongsrimuang | ≈ $1 500           | Contrato de un año con Rabieb Wathasilp Morlam Band |
| Miss Grand Model           | Miss Grand Model           | - Mae Hong Son - Chonticha Kaewbutdee - Nakhon Pathom - Wichayanard Narad - Lampang - Manika Thippanet - Udon Thani - Patcharida Ngonking - '"" Surin - Khanaporn Phatthanaphan | ≈ $600             | Contrato de modelo de seis meses con MGI PLC        |
| Miss Fotogénica            | Miss Fotogénica            | - Loei - Ajcharee Srisuk | ≈ $1 500           |                                                     |
| Miss Voto Popular          | Miss Voto Popular          | - Loei - Ajcharee Srisuk | ≈ $1 500           | Contrato de un año con MGI PLC                      |
| Mejor en Traje de Baño     | Mejor en Traje de Baño     | - Bangkok - Pimjira Charoenluk | ≈ $3 000           |                                                     |
| Best Seller                | Best Seller                | - Lopburi - Tantawan Jitteelak |                    | Clasificación automática al Top 11.                 |
| Mejor Introducción         | Mejor Introducción         | - Krabi - Pacharada Fusuamakawa | ≈ $1 500           |                                                     |
| Mejor Traje Lanna          | Mejor Traje Lanna          | - Songkhla - Kanruthai Thasbut | ≈ $1 000           |                                                     |
| Mejor Diseñador            | Ganadora                   | - Pattani - Chanyathida Matiyapak | ≈ $3 000           |                                                     |
| Mejor Diseñador            | Finalistas                 | - Amnat Charoen - Juthamas Mekseree - Nakhon Pathom - Wichayanard Narad | ≈ $600             |                                                     |
| Mejores Trajes Nacionales  | Ganadora                   | - Bangkok - Pimjira Charoenluk | ≈ $3 000           |                                                     |
| Mejores Trajes Nacionales  | Finalistas                 | - Amnat Charoen - Juthamas Mekseree - Nakhon Si Thammarat - Supaporn Naksuwan - Sisaket - Koollanat Hongsrimuang - Songkhla - Karnruethai Tassabut - Ranong - Yanisa Sutthinun - Buri Ram - Kanyaphak Saengkaew - Satun - Ployphailin Worawong - Samut Sakhon - Anunya Pamonbout - Loei - Ajcharee Srisuk | ≈ $900             |                                                     |

### Premios de patrocinadores
| Título                          | Candidata                                     | Premios            | Premios                                     |
| Título                          | Candidata                                     | Premio en efectivo | Otros                                       |
| ------------------------------- | --------------------------------------------- | ------------------ | ------------------------------------------- |
| WOW Award                       | - Phuket - Tia Li Taveepanichpan              | ≈ $15 000          |                                             |
| Best Promoter                   | - Phuket - Tia Li Taveepanichpan              | ≈ $1 500           |                                             |
| Miss Bearbeary's Choice         | - Nakhon Phanom - Kamonwarai Prajakrattanakul | ≈ $300             |                                             |
| Best Fashion Looks              | - Nakhon Phanom - Kamonwarai Prajakrattanakul |                    | Boletos de avión gratis por valor de $8 800 |
| Miss Rostro Angelical           | - Chumphon - Thaweeporn Phingchamrat          | ≈ $3 000           | Bono regalo por valor de $3 000             |
| Confidence Girl                 | - Lopburi - Tantawan Jitteelak                | ≈ $300             |                                             |
| Charming Girl                   | - Phuket - Tia Li Taveepanichpan              | ≈ $300             |                                             |
| Shining Girl                    | - Chumphon - Thaweeporn Phingchamrat          | ≈ $3 000           |                                             |
| Miss Citra                      | - Chumphon - Thaweeporn Phingchamrat          | ≈ $3 000           |                                             |
| Miss Aura Skin                  | - Nakhon Ratchasima - Rina Chatamanchai       | ≈ $1 500           |                                             |
| Miss Piel Perfecta              | - Bangkok - Pimjira Charoenluk                | ≈ $3 000           |                                             |
| Miss Charming de Chat           | - Phuket - Tia Li Taveepanichpan              | ≈ $3 000           |                                             |
| Rosie' Master Clinic Style      | - Lampang - Manika Thippanet                  | ≈ $1 500           |                                             |
| Lolane Hair Charming Queen      | - Phuket - Tia Li Taveepanichpan              | ≈ $1 500           |                                             |
| Smart Queen de Regen Smart City | - Amnat Charoen - Juthamas Mekseree           | ≈ $1 500           |                                             |

## Candidatas
77 candidatas compitieron por el título.
| Código | Provincia                | Candidata                    | Edad | Altura          | Grupo    | Ref.   |
| ------ | ------------------------ | ---------------------------- | ---- | --------------- | -------- | ------ |
| MGT01  | Bangkok                  | Pimjira Charoenluk           | 29   | 1,74 m (5′ 9″)  | Central  | [ 12 ] |
| MGT02  | Krabi                    | Pacharada Fusuamakawa        | 28   | 1,70 m (5′ 7″)  | Sur      | [ 13 ] |
| MGT03  | Kanchanaburi             | Araya Yuangsua               | 19   | 1,72 m (5′ 8″)  | Sur      | [ 14 ] |
| MGT04  | Kalasin                  | Praifah Tongrae              | 24   | 1,75 m (5′ 9″)  | Nordeste |        |
| MGT05  | Kamphaeng Phet           | Piyatida Sengluang           | 25   | 1,68 m (5′ 6″)  | Norte    |        |
| MGT06  | Khon Kaen                | Khwanticha Thoruth           | 25   | 1,74 m (5′ 9″)  | Nordeste | [ 15 ] |
| MGT07  | Chanthaburi              | Tamita Anusin                | 26   | 1,68 m (5′ 6″)  | Central  |        |
| MGT08  | Chachoengsao             | Pahcharin Malilor            | 28   | 1,74 m (5′ 9″)  | Central  | [ 16 ] |
| MGT09  | Chon Buri                | Ratrapee Thamjalkul          | 18   | 1,72 m (5′ 8″)  | Central  | [ 17 ] |
| MGT10  | Chainat                  | Chonticha Sangkhasa          | 24   | 1,75 m (5′ 9″)  | Central  | [ 18 ] |
| MGT11  | Chaiyaphum               | Sirirat Maneeka              | 25   | 1,70 m (5′ 7″)  | Nordeste | [ 19 ] |
| MGT12  | Chumphon                 | Thaweeporn Phingchamrat      | 27   | 1,71 m (5′ 7″)  | Sur      |        |
| MGT13  | Chiang Rai               | Pattaravadee Boonmesup       | 24   | 1,67 m (5′ 6″)  | Norte    | [ 20 ] |
| MGT14  | Chiang Mai               | Sisawan Sukhiwat             | 27   | 1,71 m (5′ 7″)  | Norte    | [ 21 ] |
| MGT15  | Trang                    | Piyathida Phothong           | 23   | 1,73 m (5′ 8″)  | Sur      | [ 22 ] |
| MGT16  | Trat                     | Jennifer Gallemaert          | 20   | 1,73 m (5′ 8″)  | Central  |        |
| MGT17  | Tak                      | Pratimaporn Teawpleumpitisuk | 27   | 1,73 m (5′ 8″)  | Norte    | [ 23 ] |
| MGT18  | Nakhon Nayok             | Patcharida Poolsakworasarn   | 24   | 1,73 m (5′ 8″)  | Central  | [ 24 ] |
| MGT19  | Nakhon Pathom            | Wichayanard Narad            | 22   | 1,75 m (5′ 9″)  | Central  | [ 25 ] |
| MGT20  | Nakhon Phanom            | Kamonwarai Prajakrattanakul  | 23   | 1,67 m (5′ 6″)  | Nordeste | [ 26 ] |
| MGT21  | Nakhon Ratchasima        | Rina Chatamanchai            | 24   | 1,70 m (5′ 7″)  | Nordeste |        |
| MGT22  | Nakhon Si Thammarat      | Supaporn Naksuwan            | 25   | 1,70 m (5′ 7″)  | Sur      |        |
| MGT23  | Nakhon Sawan             | Phatsawanan Singthip         | 20   | 1,80 m (5′ 11″) | Norte    | [ 27 ] |
| MGT24  | Nonthaburi               | Mootita Longna               | 25   | 1,67 m (5′ 6″)  | Central  | [ 28 ] |
| MGT25  | Narathiwat               | Thunjira Natiprawat          | 24   | 1,80 m (5′ 11″) | Sur      | [ 29 ] |
| MGT26  | Nan                      | Suphamon Chadadam            | 27   | 1,75 m (5′ 9″)  | Norte    | [ 19 ] |
| MGT27  | Bueng Kan                | Witchuda Jakwiset            | 22   | 1,70 m (5′ 7″)  | Nordeste | [ 19 ] |
| MGT28  | Buri Ram                 | Kanyaphak Saengkaew          | 24   | 1,70 m (5′ 7″)  | Nordeste |        |
| MGT29  | Pathum Thani             | Sophie Siriyakorn Trau       | 19   | 1,76 m (5′ 9″)  | Central  | [ 30 ] |
| MGT30  | Prachuap Khiri Khan      | Chanidapa Booniam            | 28   | 1,67 m (5′ 6″)  | Sur      | [ 19 ] |
| MGT31  | Prachinburi              | Supissara Sangthong          | 24   | 1,73 m (5′ 8″)  | Central  | [ 31 ] |
| MGT32  | Pattani                  | Chanyathida Matiyapak        | 28   | 1,67 m (5′ 6″)  | Sur      | [ 29 ] |
| MGT33  | Phra Nakhon Si Ayutthaya | Nunmanat Kraiha              | 25   | 1,71 m (5′ 7″)  | Central  | [ 32 ] |
| MGT34  | Phayao                   | Onrarat Vuenchiew            | 21   | 1,70 m (5′ 7″)  | Nordeste |        |
| MGT35  | Phang Nga                | Natkanok Sitthirat           | 28   | 1,70 m (5′ 7″)  | Sur      |        |
| MGT36  | Phatthalung              | Salinthip Sena               | 23   | 1,70 m (5′ 7″)  | Sur      |        |
| MGT37  | Phichit                  | Thaphimsiya Kasemwutrat      | 21   | 1,70 m (5′ 7″)  | Norte    | [ 33 ] |
| MGT38  | Phitsanulok              | Kenika Pakinsirikul          | 23   | 1,70 m (5′ 7″)  | Norte    | [ 34 ] |
| MGT39  | Phetchaburi              | Wanda Carry Dahmann          | 22   | 1,72 m (5′ 8″)  | Sur      | [ 19 ] |
| MGT40  | Phetchabun               | Worawalun Putklang           | 26   | 1,70 m (5′ 7″)  | Norte    | [ 19 ] |
| MGT41  | Phrae                    | Ketwalee Phlobdee            | 18   | 1,74 m (5′ 9″)  | Norte    | [ 19 ] |
| MGT42  | Phuket                   | Tia Li Taveepanichpan        | 26   | 1,70 m (5′ 7″)  | Sur      | [ 35 ] |
| MGT43  | Maha Sarakham            | Sumintra Kokat               | 19   | 1,72 m (5′ 8″)  | Nordeste | [ 19 ] |
| MGT44  | Mukdahan                 | Chonticha Kulsuwan           | 26   | 1,72 m (5′ 8″)  | Nordeste | [ 19 ] |
| MGT45  | Mae Hong Son             | Chonticha Kaewbutdee         | 25   | 1,80 m (5′ 11″) | Norte    | [ 19 ] |
| MGT46  | Yala                     | Rungnapa Boonrin             | 25   | 1,72 m (5′ 8″)  | Sur      | [ 29 ] |
| MGT47  | Yasothon                 | Savitree Kanasart            | 19   | 1,70 m (5′ 7″)  | Nordeste | [ 19 ] |
| MGT48  | Roi Et                   | Kanyagorn Naratorn           | 19   | 1,70 m (5′ 7″)  | Nordeste |        |
| MGT49  | Ranong                   | Yanisa Sutthinun             | 24   | 1,70 m (5′ 7″)  | Sur      | [ 19 ] |
| MGT50  | Rayong                   | Anuthida Saratana            | 27   | 1,70 m (5′ 7″)  | Central  | [ 16 ] |
| MGT51  | Ratchaburi               | Jutamanee Parasing           | 27   | 1,70 m (5′ 7″)  | Sur      | [ 36 ] |
| MGT52  | Lopburi                  | Tantawan Jitteelak           | 26   | 1,76 m (5′ 9″)  | Central  | [ 37 ] |
| MGT53  | Lampang                  | Manika Thippanet             | 23   | 1,75 m (5′ 9″)  | Norte    |        |
| MGT54  | Lamphun                  | Chayathanus Saradatta        | 28   | 1,80 m (5′ 11″) | Norte    |        |
| MGT55  | Loei                     | Ajcharee Srisuk              | 22   | 1,67 m (5′ 6″)  | Norte    | [ 38 ] |
| MGT56  | Sisaket                  | Koollanat Hongsrimuang       | 19   | 1,75 m (5′ 9″)  | Nordeste | [ 39 ] |
| MGT57  | Sakon Nakhon             | Chompunut Nanudon            | 27   | 1,73 m (5′ 8″)  | Nordeste | [ 40 ] |
| MGT58  | Songkhla                 | Karnruethai Tassabut         | 28   | 1,70 m (5′ 7″)  | Sur      | [ 41 ] |
| MGT59  | Satun                    | Ployphailin Worawong         | 24   | 1,73 m (5′ 8″)  | Sur      |        |
| MGT60  | Samut Prakan             | Supaporn Yomrak              | 20   | 1,75 m (5′ 9″)  | Central  |        |
| MGT61  | Samut Songkhram          | Kanitta Saeyap               | 25   | 1,68 m (5′ 6″)  | Central  | [ 19 ] |
| MGT62  | Samut Sakhon             | Anunya Pamonbout             | 27   | 1,67 m (5′ 6″)  | Central  | [ 42 ] |
| MGT63  | Sa Kaeo                  | Baralee Ruamrak              | 23   | 1,71 m (5′ 7″)  | Central  | [ 19 ] |
| MGT64  | Saraburi                 | Vanessa Natcha Wenk          | 19   | 1,74 m (5′ 9″)  | Central  | [ 43 ] |
| MGT65  | Sing Buri                | Panyada Klaipothong          | 24   | 1,70 m (5′ 7″)  | Central  | [ 19 ] |
| MGT66  | Sujotai                  | Charatrawee Chuasing         | 21   | 1,71 m (5′ 7″)  | Norte    | [ 44 ] |
| MGT67  | Suphanburi               | Kanokporn Nuttayothin        | 25   | 1,78 m (5′ 10″) | Central  | [ 45 ] |
| MGT68  | Surat Thani              | Angelina Skye Walker         | 20   | 1,79 m (5′ 10″) | Sur      |        |
| MGT69  | Surin                    | Khanaporn Phatthanaphan      | 22   | 1,71 m (5′ 7″)  | Nordeste | [ 46 ] |
| MGT70  | Nong Khai                | Butsaba Phiosahwang          | 19   | 1,69 m (5′ 7″)  | Nordeste |        |
| MGT71  | Nongbua Lamphu           | Kodchakorn Kontrakoon        | 22   | 1,70 m (5′ 7″)  | Nordeste | [ 47 ] |
| MGT72  | Ang Thong                | Natthakan Siamaekoo          | 27   | 1,72 m (5′ 8″)  | Central  |        |
| MGT73  | Udon Thani               | Patcharida Ngonking          | 26   | 1,83 m (6′ 0″)  | Nordeste |        |
| MGT74  | Uthai Thani              | Khaekhai Norawong            | 24   | 1,71 m (5′ 7″)  | Norte    |        |
| MGT75  | Uttaradit                | Jessica Chairin              | 17   | 1,72 m (5′ 8″)  | Norte    |        |
| MGT76  | Ubon Ratchathani         | Phacharanan Jantem           | 25   | 1,75 m (5′ 9″)  | Nordeste | [ 48 ] |
| MGT77  | Amnat Charoen            | Juthamas Mekseree            | 26   | 1,72 m (5′ 8″)  | Nordeste | [ 49 ] |

1. ↑  Chonburi - Kritsadaporn Nakrai, la ganadora original, fue destronada por no poder cumplir con sus deberes, por lo tanto, la segunda finalista, Ratrapee Thamjalkul, fue ascendida para hacerse cargo del título.